# Саграда Есперанса (Дундо)
Групу Дешпортіву Саграда Есперанса(порт. Grupo Desportivo Sagrada Esperança) — футбольний клуб з Дундо, столиці Північної Лунди. Кольори клубу — зелений та білий.
Команда грає свої матчі на стадіоні «Ештадіу Саграда Есперанса» в Дундо.

## Історія клубу
Клуб було засновано 22 вересня 1976 року на той час державною компанією з видобутку діаманту Діаманг (зараз — Ендіама), яка і стала головним спонсором клубу. Команда отримала свою назву на честь першого президента Анголи Агостінью Нету, якого поетично називали Саграда Есперанса (Священна Надія).
«Саграда Есперанса» виграв свій перший титул, Кубок Анголи в 1988 році. В 2005 році, під керівництвом головного тренера команди Маріу Каладу, клуб переміг у національному чемпіонаті, при цьому свого найближчого переслідувача, Атлетіку Авіасан, команда випередила на одне очко. Того ж року команда виступала в Лізі чемпіонів КАФ, але вилетіла в 1/16 фіналу турніру від представника Кот-д'Івуару «АСЕК Мімозас». Спочатку в домашньому матчі «Саграда Есперанса» зіграла в нічию 2:2, а потім в Абіджані поступилася з рахунком 0:1.
Крім вище вказаних досягнень, клуб завоював ще один Кубок Анголи (1999 рік), а також вихід до фіналу цього ж турніру в сезонах 1991, 1995, 1997, 2004, 2015 років; також Саграда Есперанса чотири рази стала переможцем чемпіонату провінції.
Найневдалішими роками в історії клубу були 1980, 1982, 1993 та 2008, саме за підсумком цих сезонів команда покидала Гіраболу. 
В 2010 він підписав угоду про співпрацю з «Віторія» (Сетубал), за яким арендував 3-х гравців клубу: бразильського півзахисника Марклеі та нападника Роберту, а також чилійського захисника Есдраса.
Перед початком Гіраболи 2016 команду поповнила ціла група футболістів з національного чемпіонату: Абіліу Маседу, А. Карвалью, Кіту, Понтеш, Руї Пауліну, Зекіта, Чинью, Сантана, Бумба 25, Лебо Лебо, Амарал Алейшу, Роману, Куінтіну, Жоазінью, Хебреу, Саканену, Франк, Жабуру, Браганка, Меродаке.
Колишній нападник команди, Фаїла Куінтіну, був найкращим бомбардиром команди до приходу в 2015 році Лава Кабунгули.

## Досягнення
- Гірабола
  -  Чемпіон (2): 2005, 2021.[3]
  -  Срібний призер (3): 1991, 1997, 2004

- Кубок Анголи
  -  Володар (2): 1988, 1999
  -  Фіналіст (2): 2003, 2009, 2015

- Суперкубок Анголи
  -  Фіналіст (2): 2000, 2006

## Виступи вГіраболі
| 1999 ГБ | 2000 ГБ | 2001 ГБ | 2002 ГБ | 2003 ГБ | 2004 ГБ | 2005 ГБ | 2006 ГБ | 2007 ГБ | 2008 ГБ | 2009 ГА c | 2010 ГБ | 2011 ГБ | 2012 ГБ | 2013 ГБ | 2014 ГБ | 2015 ГБ | 2016 ГБ |
|         |         |         |         |         |         | 2005    |         |         |         | 1м        |         |         |         |         |         |         |         |
|         |         |         |         |         | 2004    |         |         |         |         |           |         |         |         |         |         |         |         |
|         |         |         |         |         |         |         |         |         |         |           |         |         |         |         |         |         |         |
|         |         |         |         |         |         |         |         | 4       |         |           |         |         |         |         |         |         |         |
|         |         |         |         |         |         |         |         |         |         |           |         |         |         | 5       |         |         |         |
|         |         | 6       |         |         |         |         | 6       |         |         |           |         |         |         |         |         |         |         |
| 7       |         |         |         |         |         |         |         |         |         |           |         | 7       |         |         |         |         |         |
|         |         |         |         |         |         |         |         |         |         |           |         |         |         |         | 8       |         |         |
|         | 9       |         | 9       |         |         |         |         |         |         |           |         |         |         |         |         |         |         |
|         |         |         |         |         |         |         |         |         |         |           |         |         |         |         |         | 10      |         |
|         |         |         |         | 11      |         |         |         |         |         |           | 11      |         | 11      |         |         |         |         |
|         |         |         |         |         |         |         |         |         | 12 r    |           |         |         |         |         |         |         |         |

Примітки:1м = Вихід у Гіраболу, ГБ = Гірабола, ГА = Гіра Ангола 
    Рейтинг червоного кольору означає, що клуб вибув зі змагань

## Участь в змаганнях КАФ
| Сезон | Турнір                     | Раунд      | Клуб                 | Вдома | На виїзді | Загальний      |
| ----- | -------------------------- | ---------- | -------------------- | ----- | --------- | -------------- |
| 1989  | Кубок володарів кубків КАФ | 1          | Вантур Монгунгу      | 3-1   | 0-1       | 3-2            |
| 1989  | Кубок володарів кубків КАФ | 2          | Патронаж Сан-Ан      | 0-0   | 1-2       | 1-2            |
| 1992  | Кубок КАФ                  | 1          | Муфуліла Уондерерс   | т.п.1 | т.п.1     | т.п.1          |
| 1992  | Кубок КАФ                  | 2          | Ферроваріу ді Мапуту | 3-2   | 2-3       | 5-5 (4-5 пен.) |
| 1998  | Кубок КАФ                  | 1          | Мотема Пембе         | 0-1   | 0-1       | 0-2            |
| 2000  | Кубок володарів кубків КАФ | Попередній | Чіф Сантос           | 4-2   | 3-1       | 7-3            |
| 2000  | Кубок володарів кубків КАФ | 1          | ОК Агаза             | 4-1   | 2-0       | 6-1            |
| 2000  | Кубок володарів кубків КАФ | 2          | АСЕК Ндіамбур        | 1-1   | 0-0       | 1-1 (з.в.)     |
| 2005  | Ліга чемпіонів КАФ         | Попередній | Мангаспорт           | 0-0   | 2-1       | 2-1            |
| 2005  | Ліга чемпіонів КАФ         | 1          | АСЕК Мімозас         | 2-2   | 0-1       | 2-3            |
| 2006  | Ліга чемпіонів КАФ         | Попередній | Сівікш               | 2-1   | 0-4       | 2-5            |

1- «Муфуліла Уондерерс» покинули турнір.

## Відомі гравці
- Антоніу Лебу Лебу
- Діаш Кайреш

## Відомі тренери
| Тренер             |                 | Роки |                 | Ліга          | Кубок             | Суперкубок |
| ------------------ | --------------- | ---- | --------------- | ------------- | ----------------- | ---------- |
| Аде                | (1988)          | -    |                 |               | Кубок Анголи 1988 |            |
| Жоау Машаду        | (2000)          | -    | (листопад 2010) |               | Кубок Анголи 1999 |            |
| Карлуш Алвеш       |                 | -    | (квітень 2002)  |               |                   |            |
| Агостінью Трамагал | (квітень 2002)  | -    | (грудень 2002)  |               |                   |            |
| Маріу Каладу       | (січень 2003)   | -    |                 | Гірабола 2005 |                   |            |
| Альбану Сезар      |                 | -    | (травень 2007)  |               |                   |            |
| Ян Броувер         |                 | -    | (листопад 2008) |               |                   |            |
| Наполеау Брандау   | (лютий 2009)    | -    |                 |               |                   |            |
| Маріу Каладу       | (грудень 2011)  | -    | (листопад 2012) |               |                   |            |
| Антоніу Кальдаш    | (січень 2013)   | -    | (березень 2015) |               |                   |            |
| Франсішку Моніж    | (березень 2015) | -    | (квітень 2015)  |               |                   |            |
| Зоран Мачкич       | (квітень 2015)  | -    |                 |               |                   |            |